# Onderscheiding voor Langdurige Dienst in de Gendarmerie
De Onderscheiding voor Langdurige Dienst in de Gendarmerie, in het Duits "Dienstauszeichnung für 9, 12 oder 18 Dienstjahre in der Gendarmerie" geheten werd in 1913 ingesteld en werd zeer goedkoop uitgevoerd.
Er waren in Oldenburg de volgende Dienstauszeichnungen voor de gendarmes:
- Onderscheiding voor Trouwe Dienst in de Gendarmerie der Ie Klasse voor 18 Dienstjaren (Duits: "Dienstauszeichnung der Gendarmerie I.Klasse für 18 Dienstjahre")

Dit kruis was van koper
- Onderscheiding voor Trouwe Dienst in de Gendarmerie der IIe Klasse voor 12 Dienstjaren (Duits: "Dienstauszeichnung der Gendarmerie I.Klasse für 12 Dienstjahre")

De medaille was van vergulde tombak, een goedkoop metaal.
- Onderscheiding voor Trouwe Dienst in de Gendarmerie der IIIe Klasse voor 9 Dienstjaren (Duits: "Dienstauszeichnung der Gendarmerie I.Klasse für 9 Dienstjahre")

De medaille was van argentan, een goedkope metaallegering die op zilver lijkt
Op de voorzijde van de beide medailles was het gekroonde monogram van Groothertog Peter Friedrich Ludwig afgebeeld. Op de keerzijde van de medailles stond alleen een Romeins cijfer "XII" of "IX". Het lint was het spiegelbeeld van dat van de Huisorde en Orde van Verdienste van Hertog Peter Friedrich Ludwig; rood met blauwe biezen.
zie ook:
- De Onderscheiding voor Trouwe Dienst van Oldenburg in de vorm van drie gespen.

Toen de Oldenburgse monarchie in 1918 viel verdween ook het Dienstauszeichen.